# Concierto para piano n.º 2 (Chopin)
El Concierto para piano n.º 2 en fa menor, Op. 21  de Frédéric Chopin es uno de los dos conciertos para piano del compositor polaco. Terminado a finales de 1829 y estrenado en Varsovia en marzo de 1830 por el propio compositor al piano, está dedicado a la condesa Delfina Potocka. Pese a haberse publicado en segundo lugar, en realidad es anterior al Concierto n.º 1, y es más dramático que este.
Los efectivos orquestales son maderas a dos, dos trompas, dos trompetas, un trombón, timbales y cuerdas. Estos efectivos han sido a veces alterados por André Messager a petición de la pianista Marguerite Long o el arreglo de Alfred Cortot, quien realizó un material orquestal más apropiado, según los deseos del director Wilhelm Furtwängler. Esta última se ejecuta frecuentemente. Uno de sus mejores intérpretes ha sido el pianista polaco Arthur Rubinstein.

## Movimientos
El concierto está estructurado en tres movimientos:
1. Maestoso. Escrito en forma sonata. Es una amplia introducción orquestal que expone los dos temas principales. El primero de ellos es de suave hermosura, con un fraseo amplio y lírico; el segundo es íntimo, desarrollado por el solista. Cuando irrumpe el piano con brillantez, ya no dejará su puesto privilegiado: éste será el que lleve el protagonismo en todo el movimiento.
2. Larghetto. Intimista y amoroso, fue inspirado por un amor de juventud de Chopin: la soprano Konstancja Gładkowska.[2] Tiene estructura tripartita, con las secciones extremas plenas de efluvios amorosos, mientras que la central tiene un contrastado sentido dramático. La línea cantabile está adornada en una escritura a veces lánguida y otras de indudable contemplación erótica.
3. Allegro vivace. Escrito en forma de rondó, este tiempo final consta de dos temas principales: el primero está dotado de sencillez y encanto, mientras que el segundo es prácticamente una mazurca de claro sabor polaco. El piano juega con ambos temas, en un clima desenfadado y muy luminoso acompañado por una orquesta en la que domina la cuerda. La última sección está escrito a moto perpetuo.

## Referencias

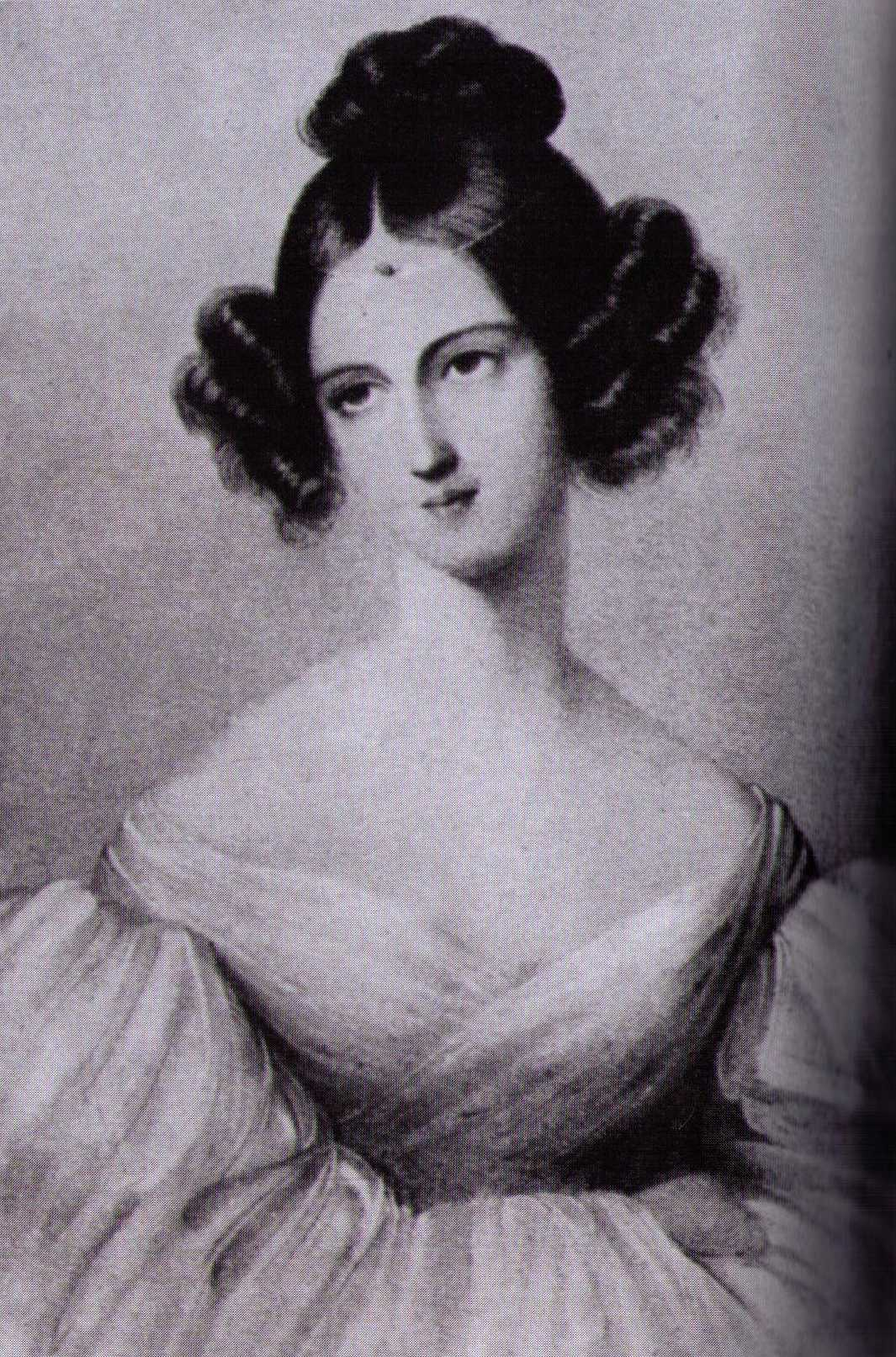
Delfina Potocka en los años 1820.